# Norvège au Concours Eurovision de la chanson 2012
La Norvège a participé au Concours Eurovision de la chanson 2012 avec la chanson de Tooji Stay. La chanson et l'artiste est sélectionné par la finale nationale intitulée Melodi Grand Prix 2012 qui est organisée par le diffuseur norvégien NRK.

## Melodi Grand Prix 2012
Le 30 juin 2011, NRK annonce sa participation au Concours Eurovision de la chanson 2012 qui a lieu à Bakou en Azerbaïdjan.
La date limite pour soumettre les chansons est le 2 septembre 2011. Un jury spécial sélectionne les 24 chansons qui participent à la sélection nationale. L'artiste qui chante la chanson dans sa version démo n'est pas nécessairement celui ou celle qui chante lors de la sélection nationale. NRK se réserve le droit de choisir un artiste pour chacune des chansons soumises.
Le 1er octobre 2011, NRK annonce que plus de 800 chansons ont été soumises soit près d'une centaine de plus qu'en 2011.
Le 19 octobre 2011, les dates des demi-finales et finales sont révélés. La finale a lieu le 11 février 2012 au Oslo Spektrum tandis que les trois demi-finales ont lieu le 21, le 28 janvier et le 4 février. Quatre numéros se qualifient pour la finale en or.

### Calendrier
| Date       | Ville    | Lieu                   | Épreuve       |
| ---------- | -------- | ---------------------- | ------------- |
| 21 janvier | Brekstad | Ørland Hovedflystasjon | Demi-finale 1 |
| 28 janvier | Larvik   | Arena Larvik           | Demi-finale 2 |
| 4 février  | Florø    | Florø Idrettssenter    | Demi-finale 3 |
| 11 février | Oslo     | Oslo Spektrum          | Finale        |

### Demi-finales

#### Demi-finale 1
| Numéro | Artiste                      | Chanson                       | Paroles (p) / Musique (m)                                                                                      | Résultat | Place |
| ------ | ---------------------------- | ----------------------------- | --- | -------- | ----- |
| 1      | Irresistible avec Carl Pritt | Elevator                      | Anne Wik (m et p), Nermin Harambasic (m et p), Ronny Svendsen (m et p), Robin Jenssen (m et p), Carl Pritt (p) | Éliminée |       |
| 2      | Kim André Rysstad            | Så vidunderleg (So wonderful) | Elin Nygård (m et p)                                                                                           | Éliminée |       |
| 3      | Reidun Sæther                | High On Love                  | Thomas G:son (m et p), Tommy Berre (m et p), Ovidou Jacobsen (m et p)                                          | Finale   | 3e    |
| 4      | Rudi Myntevik                | You Break It, You Own It      | Rune Berg (m et p), Asbjørn Ribe (m et p)                                                                      | Éliminée |       |
| 5      | Lisa Stokke                  | With Love                     | Lisa Stokke (m et p), Johanna Demker (m et p), Anita Lixel (m et p), Tommy Berre (m et p)                      | Éliminée |       |
| 6      | United                       | Little Bobbi                  | John Lundvik (m et p), Philip Halloun (m et p), Thomas Felberg (m et p)                                        | Éliminée |       |
| 7      | Nora Foss al-Jabri           | Somewhere Beautiful           | Christian Ingebrigtsen (m et p), Eivind Rølles (m et p)                                                        | Finale   | 1re   |
| 8      | The Carburetors              | Don't Touch The Flame         | Stian Krogh (m), Christopher Lindahl (m et p), Per Gunnar Lund-Vang (p)                                        | Finale   | 2e    |

#### Demi-finale 2
| Numéro | Artiste           | Chanson           | Paroles (p) / Musique (m)                                             | Résultat | Place |
| ------ | ----------------- | ----------------- | --------------------------------------------------------------------- | -------- | ----- |
| 1      | Cocktail Slippers | Keeps On Dancing  | Cocktail Slippers (m et p)                                            | Éliminée |       |
| 2      | Isabel Ødegård    | I've Got You      | Thomas Helland (m et p), Isabel Ødegård (p)                           | Éliminée |       |
| 3      | Tommy Fredvang    | Make It Better    | Tommy Fredvang (m et p), Hanne Sørvaag (m et p), Tommy Berre (m et p) | Finale   | 2e    |
| 4      | Rikke Lie         | Another Heartache | Rikke Lie (m et p), Maria Marcus (m et p), Niclas Lundin (m et p)     | Éliminée |       |
| 5      | Malin Reitan      | Crush             | Beyond51 (m et p)                                                     | Finale   | 3e    |
| 6      | Plumbo            | Ola Nordmann      | Lars Erik Blokkhus (m), Glenn Hauger (p)                              | Finale   | 1re   |
| 7      | Minnie-Oh         | You And I         | Monica Johansen (m et p)                                              | Éliminée |       |
| 8      | Rikke Normann     | Shapeshifter      | Silya Nymoen (m et p), Rikke Normann (m et p)                         | Éliminée |       |

#### Demi-finale 3
| Numéro | Artiste                  | Chanson                             | Paroles (p) / Musique (m)                                                                 | Résultat | Place    |
| ------ | ------------------------ | ----------------------------------- | ----------------------------------------------------------------------------------------- | -------- | -------- |
| 1      | Tooji                    | Stay                                | Tooji (m et p), Peter Boström (m et p), Figge Boström (m et p)                            | Finale   | 2e       |
| 2      | Marthe Valle             | Si                                  | Marthe Valle (m et p)                                                                     | Éliminée |          |
| 3      | Petter Øien & Bobby Bare | Things Change                       | Bobby Bare (m et p)                                                                       | Finale   | 1re      |
| 4      | Yaseen & Julie Maria     | Sammen                              | Sigve Bull (m et p), El Axel (m et p)                                                     | Final    | 3e       |
| 5      | Håvard Lothe Band        | The Greatest Day                    | Håvard Lothe (m et p)                                                                     | Éliminée |          |
| 6      | Silya Nymoen             | Euphoria                            | Silya Nymoen (m et p)                                                                     | Éliminée |          |
| 7      | The Canoes               | Seemed Like A Good Idea At The Time | Arne Hovda (m et p), Erik Røe (m et p), Christopher Gross (m et p), Hans Aaserud (m et p) | Éliminée |          |
| 8      | Lise Karlsnes            | Sailors                             | Lise Karlsnes (m et p), Thomas Eriksen (m)                                                | Finale   | Wildcard |

### Finale
| Numéro | Artiste                  | Chanson               | Paroles (p) / Musique (m)                                               |
| ------ | ------------------------ | --------------------- | ----------------------------------------------------------------------- |
| 1      | Tooji                    | Stay                  | Tooji (m et p), Peter Boström (m et p), Figge Boström (m et p)          |
| 2      | Reidun Sæther            | High On Love          | Thomas G:son (m et p), Tommy Berre (m et p), Ovidou Jacobsen (m et p)   |
| 3      | Lise Karlsnes            | Sailors               | Lise Karlsnes (m et p), Thomas Eriksen (m)                              |
| 4      | Plumbo                   | Ola Nordmann          | Lars Erik Blokkhus (m), Glenn Hauger (p)                                |
| 5      | Malin Reitan             | Crush                 | Beyond51 (m et p)                                                       |
| 6      | Nora Foss al-Jabri       | Somewhere Beautiful   | Christian Ingebrigtsen (m et p), Eivind Rølles (m et p)                 |
| 7      | The Carburetors          | Don’t Touch The Flame | Stian Krogh (m), Christopher Lindahl (m et p), Per Gunnar Lund-Vang (p) |
| 8      | Petter Øien & Bobby Bare | Things Change         | Bobby Bare (m et p)                                                     |
| 9      | Yaseen & Julie Maria     | Sammen                | Sigve Bull (m et p), El Axel (m et p)                                   |
| 10     | Tommy Fredvang           | Make It Better        | Tommy Fredvang (m et p), Hanne Sørvaag (m et p), Tommy Berre (m et p)   |

| Numéro | Artiste                  | Chanson             | Paroles (p) / Musique (m)                                      | Jury   | Télévote | Total   | Place |
| ------ | ------------------------ | ------------------- | -------------------------------------------------------------- | ------ | -------- | ------- | ----- |
| 1      | Plumbo                   | Ola Nordmann        | Lars Erik Blokkhus (m), Glenn Hauger (p)                       | 10 000 | 51 868   | 61 868  | 4     |
| 2      | Nora Foss al-Jabri       | Somewhere Beautiful | Christian Ingebrigtsen (m et p), Eivind Rølles (m et p)        | 24 000 | 66 046   | 90 046  | 2     |
| 3      | Petter Øien & Bobby Bare | Things Change       | Bobby Bare (m et p)                                            | 8 000  | 71 685   | 79 685  | 3     |
| 4      | Tooji                    | Stay                | Tooji (m et p), Peter Boström (m et p), Figge Boström (m et p) | 18 000 | 137 480  | 155 480 | 1     |

#### Vote
| Chanson             | Jurys  | Jurys  | Jurys | Jurys  | Télévote régional | Télévote régional | Télévote régional | Télévote régional | Télévote régional | Télévote régional |
| Chanson             | Ørland | Larvik | Florø | Total  | Nord-Norge        | Vestlandet        | Sørlandet         | Trøndelag         | Østlandet         | Total             |
| ------------------- | ------ | ------ | ----- | ------ | ----------------- | ----------------- | ----------------- | ----------------- | ----------------- | ----------------- |
| Ola Nordmann        | 2 000  | 4 000  | 4 000 | 10 000 | 1 089             | 7 037             | 12 712            | 11 633            | 19 397            | 51 868            |
| Somewhere Beautiful | 8 000  | 8 000  | 8 000 | 24 000 | 1 381             | 9 776             | 12 615            | 14 581            | 27 693            | 66 046            |
| Things Change       | 4 000  | 2 000  | 2 000 | 8 000  | 2 452             | 11 552            | 14 907            | 19 963            | 22 811            | 71 685            |
| Stay                | 6 000  | 6 000  | 6 000 | 18 000 | 3 425             | 21 146            | 26 474            | 32 114            | 54 321            | 137 480           |

## À l'Eurovision
La Norvège participe à la seconde moitié de la seconde demi-finale, le 24 mai, en passant en 16e position entre la Slovaquie et la Bosnie-Herzégovine et se qualifie pour la finale en prenant la 10e et dernière place qualificative avec 45 points,. En finale, la Norvège passe en 12e position entre l'Estonie et l'Azerbaïdjan et termine à la 26e et dernière place du concours avec sept points.

### Points accordés à la Norvège
| 12 points | 10 points                        | 8 points                                    | 7 points   | 6 points             |
| --------- | -------------------------------- | ------------------------------------------- | ---------- | -------------------- |
|           | - Suède                          | - Estonie                                   |            |                      |
| 5 points  | 4 points                         | 3 points                                    | 2 points   | 1 point              |
|           | - Lituanie - Slovaquie - Turquie | - Biélorussie - Malte - Pays-Bas - Portugal | - Bulgarie | - Bosnie-Herzégovine |

| 12 points | 10 points | 8 points           | 7 points | 6 points  |
| --------- | --------- | ------------------ | -------- | --------- |
|           |           |                    |          |           |
| 5 points  | 4 points  | 3 points           | 2 points | 1 point   |
|           |           | - Pays-Bas - Suède |          | - Islande |

### Points accordés par la Norvège
| 12 points | Suède              |
| 10 points | Serbie             |
| 8 points  | Estonie            |
| 7 points  | Lituanie           |
| 6 points  | Bulgarie           |
| 5 points  | Portugal           |
| 4 points  | Bosnie-Herzégovine |
| 3 points  | Pays-Bas           |
| 2 points  | Ukraine            |
| 1 point   | Turquie            |

| 12 points | Suède     |
| 10 points | Serbie    |
| 8 points  | Russie    |
| 7 points  | Estonie   |
| 6 points  | Lituanie  |
| 5 points  | Islande   |
| 4 points  | Italie    |
| 3 points  | Allemagne |
| 2 points  | Danemark  |
| 1 point   | Ukraine   |